# 拉尼爾 (佛羅里達州)
拉尼爾（英語：Lanier）是位於美國佛羅里達州萊克縣的一個非建制地區。該地的面積和人口皆未知。

## 地理
拉尼爾的座標為28°20′07″N 81°49′08″W / 28.33528°N 81.81889°W，而該地的平均海拔高度為24米（即79英尺）。